# Yugoslavia en los Juegos Paralímpicos de Atlanta 1996
Yugoslavia estuvo representada en los Juegos Paralímpicos de Atlanta 1996 por diez deportistas, ocho hombres y dos mujeres.

## Medallistas
El equipo paralímpico yugoslavo obtuvo las siguientes medallas:
| Nombre           | Deporte       | Evento                       |
| ---------------- | ------------- | ---------------------------- |
| Oro              |               |                              |
| Zlatko Kesler    | Tenis de mesa | Individual 3 masculino       |
| Ružica Aleksov   | Tiro          | Pistola de aire SH1 femenino |
| Plata            |               |                              |
| Nenad Krišanović | Natación      | 50 m braza SB2 masculino     |
| Ružica Aleksov   | Tiro          | Pistola libre .22 SH1 mixto  |
| Bronce           |               |                              |
| —                |               |                              |